# Fanino Fanini
Fanino Fanini, propriamente Camillo Fannio (Faenza, 1520 – Ferrara, 22 agosto 1550), è stato un artigiano italiano.
Protestante, fu impiccato e bruciato sul rogo da Ercole II d'Este per ordine dell'Inquisizione romana.

## Biografia

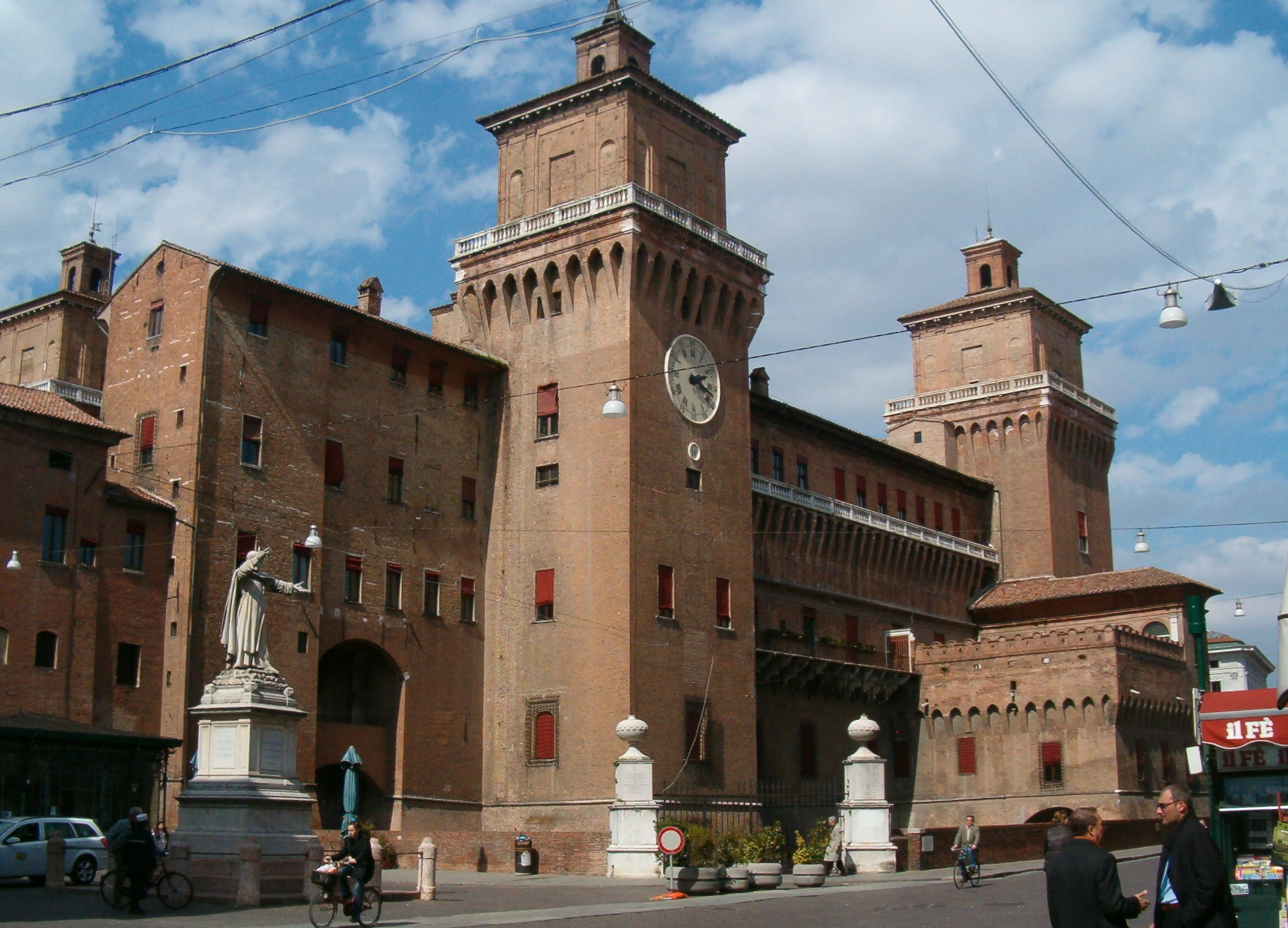
Il Castello Estense dove presumibilmente fu arso al rogo

Fu il primogenito di Melchiorre, un agiato fornaio, e di Chiara Brini, che avranno anche i figli Giuseppe, che si farà prete, e Bianca.
Nel 1542 Fanino sposa Barbara Barboncini dalla quale ebbe i figli Giovanni Battista e Giulia. Alla morte del padre, avvenuta intorno al 1546, ne eredita - secondo le volontà del testamento paterno - tutti i beni proseguendone l'attività.
Non è noto quando e per quali influenze il Fanini abbia abbracciato le nuove idee riformate: generalmente si cita la predicazione dell'Ochino che fu a Faenza nel 1538, o la lettura di testi come il Beneficio di Cristo di Benedetto Fontanini e Marcantonio Flaminio, del 1543, o la Tragedia del libero arbitrio di Francesco Negri, del 1546.
Scoperta la sua attività di propaganda, fu arrestato nel 1547 e processato dall'inquisitore Alessandro da Lugo; grazie all'abiura – provocata, secondo i biografi, dalle preghiere dei familiari - fu graziato e bandito da Faenza. Non interruppe però la predicazione: insieme con i compagni di fede Barbone Morisi, Giovan Matteo Bulgarelli, Alessandro Bianchi e Nicola Passerino continuò a diffondere le idee riformate per le città della Romagna, finché non venne arrestato nel febbraio 1549 a Bagnacavallo, cittadina della Romagna estense, dove era entrato in contatto con le suore del locale convento di Santa Chiara.
Dall'interrogatorio di sette suore, che si definiscono luterane, emergono i nomi dei suoi compagni e i contenuti della sua dottrina: egli nega l'eucaristia, la messa, gli ordini sacerdotali – perché solo sacerdote è Cristo – il culto dei santi, oltre alle varie pratiche della recita del rosario e del digiuno.

Ercole II d'Este, quarto duca di Ferrara

L'Inquisizione di Roma chiese subito la consegna del Fanini, ponendo al duca Ercole II non pochi problemi, volendo egli essere disponibile nei confronti del papato ma insieme ribadire i propri diritti giurisdizionali; il 9 marzo 1549 intervenne a favore del Fanini il conte Camillo Orsini, noto capitano di ventura, proponendo al duca di consegnare a Parma il Fanini. Ercole II rispose a Roma il 26 marzo 1549 che intendeva processarlo a Ferrara costituendo però un tribunale del quale avrebbero fatto parte non solo l'inquisitore di Ferrara Girolamo Papino, un domenicano, un minorita e un rappresentante della curia ferrarese, ma anche tre consiglieri di corte.

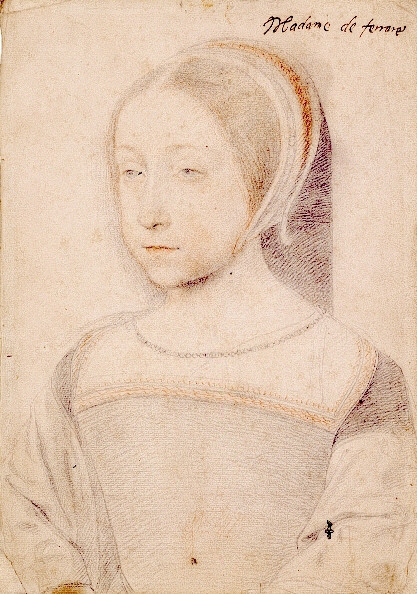
Renata di Francia, duchessa di Ferrara

Fanini fu perciò processato a Ferrara e il 25 settembre 1549 fu condannato a morte come eretico relasso, ma gli interventi a suo favore non cessarono: furono ancora Camillo Orsini, sua nuora Lavinia della Rovere e la poetessa Olimpia Morata, oltre alla duchessa Renata, a intercedere presso il duca per ottenere la liberazione di Fanini.
Salvare la vita a Fanini rimaneva nel potere di Ercole II il quale tuttavia, sottoposto a continue pressioni da Roma e minacciate ritorsioni sul suo ducato per via della moglie Renata, sospetta da tempo di eresia calvinista, preferì farsi rilasciare dal papa Giulio III un breve che autorizzava l'esecuzione della condanna a morte di Fanini: questi rifiutò anche di abiurare - l'ultima possibilità di salvarsi la vita - e il 22 agosto 1550 fu impiccato, il cadavere fu arso e le ceneri furono gettate nel Po.
Giulio della Rovere, esule milanese in Svizzera e pastore di Poschiavo, scrisse un ampio resoconto della tragica vicenda nel suo scritto Esortazione al martirio, esaltando nel Fanini l'esemplarità della vita e la fermezza nel momento della morte. Riferisce anche di scritti di Fanini - a noi sconosciuti - sostenendo che «molte delle sue opere sono insieme confuse, senza alcuna distinzione; ma chi le volesse distinguere potrebbe cominciare dalle sue Epistole, e pigliare le spirituali e farne quattro copiosi libri. Di altri varii suoi scritti composti in prigione, si possono comodamente fare tre libri. Vi sono poi queste opere da lui medesimo ordinate, due trattati della proprietà di Dio, due trattati della confessione, due trattati del modo di conoscere Gesù, il fedele dell'empio, cento sermoni sopra gli articoli della fede, dichiarazioni sui Salmi, dichiarazioni su Paolo, dispute contro l'Inquisitore, consolazione ai suoi parenti sopra i casi suoi, avvisi delle cose della sua vita. Vanno attorno alcuni sonetti spirituali a lui attribuiti, e un componimento di merito, che non si trovano ne' suoi scritti [...] ponea nel cominciamento di ciascheduna sua scrittura: non moriar sed viviam et narrabo opera domini».

## Memoria postuma

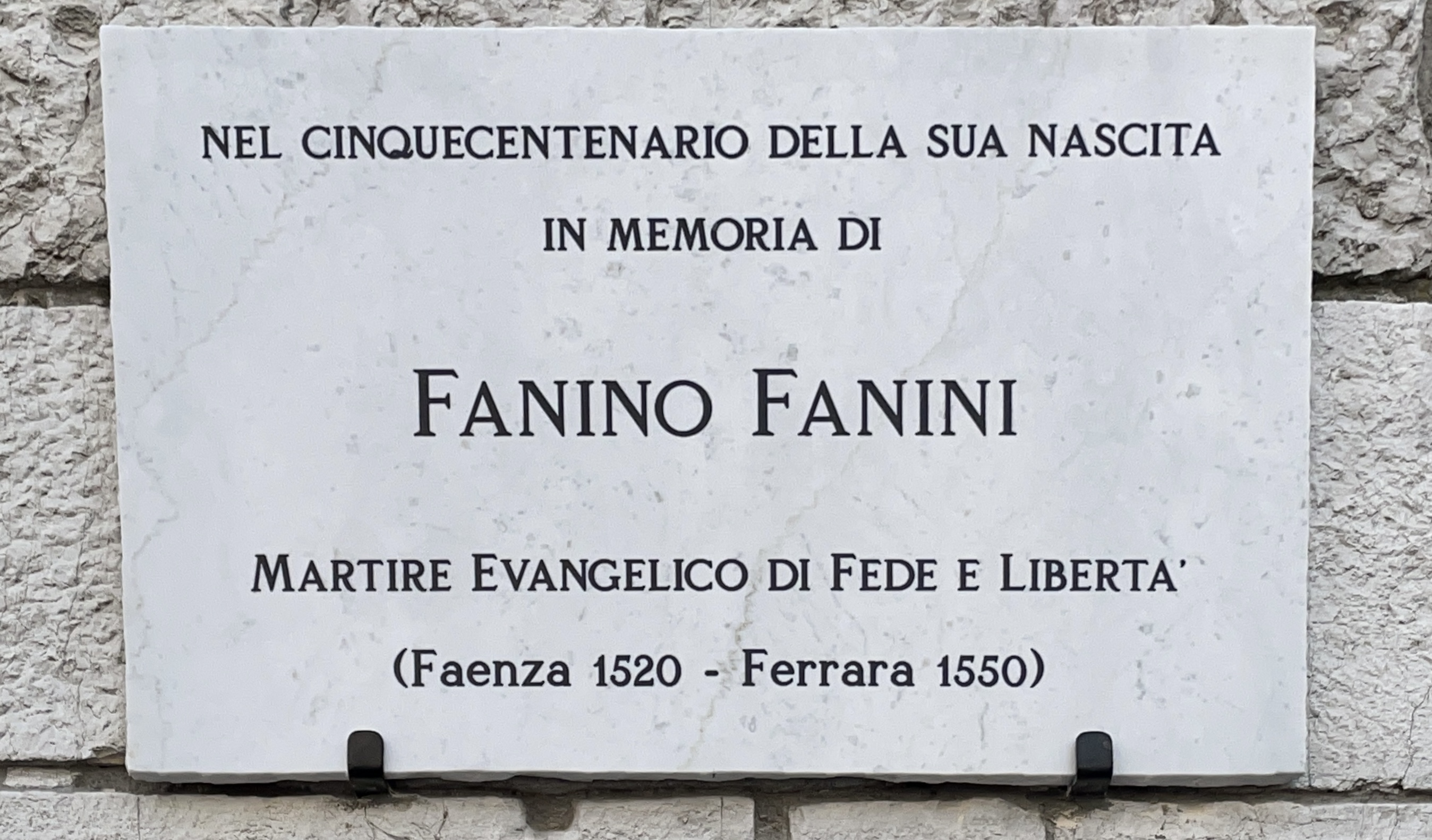
Una targa ricorda il luogo dell'esecuzione di Fanini in piazza Trento Trieste a Ferrara.

Il 17 settembre 2021, la chiesa riformata battista di Ferrara ha organizzato, in occasione del cinquecentenario della nascita, una giornata dedicata alla figura di Fanino Fanini, "martire evangelico di fede e libertà", con un convegno alla biblioteca Ariostea e l'inaugurazione di una targa alla sua memoria in piazza Trento e Trieste a Ferrara. Al convegno sono intervenuti i Professori Antonella Cagnolati, Pietro Bolognesi e Leonardo De Chirico, mentre all'inaugurazione della targa erano presenti l'Assessore alla cultura di Ferrara Marco Gulinelli e il Presidente del consiglio del comune di Faenza Nicolò Bosi.